# Herniorraphie
La herniorraphie est la cure chirurgicale d'une hernie abdominale qu'elle soit de la paroi abdominale ou du diaphragme.

## Technique opératoire
L'acte chirurgical peut se pratiquer selon 2 modalités :
- une méthode dite « à ventre ouvert », par laparotomie ;
- une méthode « fermée » par laparoscopie.

Il consiste à réintégrer dans la cavité abdominale le viscère qui s'extériorise par l'orifice herniaire :
- l'intestin grêle dans la majorité des cas lorsqu'il s'agit d'une hernie inguinale ou crurale ;
- différents viscères sus-mésocoliques en cas de hernie diaphragmatique.

Puis le chirurgien ferme l'orifice herniaire en respectant les orifices naturels (canal inguinal par exemple) et en renforçant par différentes techniques les tissus péri-herniaires pour éviter toute récidive. 
Les techniques les plus utilisées sont la technique du Shouldice Hospital[Quoi ?] et celle de Mac Vay[Quoi ?][réf. nécessaire],.
En cas de fragilité manifeste des tissus avoisinants, laissant supposer un risque important de récidive, le chirurgien peut mettre en place un renfort prothétique ; on parle alors de hernioplastie.